# III Sides to Every Story
III Sides to Every Story es el tercer álbum de estudio del grupo estadounidense de hard rock Extreme, lanzado en 1992.
Fue certificado platino por Music Canada por ventas estimadas en 100 000 unidades. En los Estados Unidos fue certificado oro la Recording Industry Association of America.

## Listado de canciones
| LP original |                             |                      |          |  |
| N.º         | Título                      | Música               | Duración |  |
| 1.          | «Warheads»                  | Bettencourt, Cherone | 5:18     |  |
| 2.          | «Rest in Peace»             | Bettencourt, Cherone | 6:02     |  |
| 3.          | «Politicalamity»            | Bettencourt, Cherone | 5:04     |  |
| 4.          | «Color Me Blind»            | Bettencourt, Cherone | 5:01     |  |
| 5.          | «Cupid's Dead»              | Bettencourt, Cherone | 5:56     |  |
| 6.          | «Peacemaker Die»            | Bettencourt, Cherone | 6:03     |  |
| 7.          | «Seven Sundays»             | Bettencourt, Cherone | 4:18     |  |
| 8.          | «Tragic Comic»              | Bettencourt, Cherone | 4:45     |  |
| 9.          | «Our Father»                | Bettencourt, Cherone | 4:02     |  |
| 10.         | «Stop the World»            | Bettencourt, Cherone | 5:58     |  |
| 11.         | «God Isn't Dead?»           | Bettencourt, Cherone | 2:02     |  |
| 12.         | «I Rise 'N Shine»           | Bettencourt, Cherone | 6:23     |  |
| 13.         | «II Am I Ever Gonna Change» | Bettencourt, Cherone | 6:57     |  |
| 14.         | «III Who Cares?»            | Bettencourt, Cherone | 8:19     |  |
| 74:08       |                             |                      |          |  |

## Posicionamiento

### Álbum
| Año  | Trabajo                  | Lista         | Posición |
| ---- | ------------------------ | ------------- | -------- |
| 1992 | III Sides To Every Story | Billboard 200 | 10       |

### Sencillos
| Año  | Trabajo                  | Lista                  | Posición |
| ---- | ------------------------ | ---------------------- | -------- |
| 1992 | «Rest In Peace»          | Mainstream Rock Tracks | 1        |
| 1992 | «Rest In Peace»          | Billboard Hot 100      | 96       |
| 1992 | «Stop The World»         | Mainstream Rock Tracks | 9        |
| 1993 | «Am I Ever Gonna Change» | Mainstream Rock Tracks | 10       |
| 1993 | «Stop The World»         | Billboard Hot 100      | 95       |

## Créditos
- Pat Badger — Bajo y voz.
- Nuno Bettencourt — Productor, guitarra, piano, teclas, percusión, voces.
- Gary Cherone — Voz solista.
- Paul Geary — Batería y voz.
- Martin Luther King, Jr. — Voz
- John Kurlander — Ingeniero
- Michael Lavine — Fotografía
- Mike Morgan —	Organizador
- Carl Nappa — Asistente
- Bob St. John — Productor
- Steve Sigurdson — Violonchelo
- Liz Vap — Dirección artística